# Claudine Trécourt
Claudine Trécourt, née en 1962, est une grimpeuse française, guide de haute-montagne et passionnée de ski-alpinisme. 

## Biographie
Elle est désormais professeure de sport au lycée Saint-Exupéry, à Bourg-Saint-Maurice, en Savoie.
Elle continue de vivre sa passion grâce à l'option montagne en faisant découvrir aux élèves du lycée Saint-Exupéry de Bourg Saint-Maurice l'univers de l'alpinisme en faisant le tour du mont blanc, mais aussi du ski de fond durant la période hivernale.

## Palmarès

### Championnats d'Europe d'escalade
- 1992 à Francfort,  Allemagne
  -  Médaille de bronze en vitesse

### Championnats de France d'escalade
- Vice-championne de France en 1991

### Pierra Menta (course)
- vainqueur en 1988, 1989, 1990, 1991, 1994, 1997, 1998 et 1999